# Рейтари

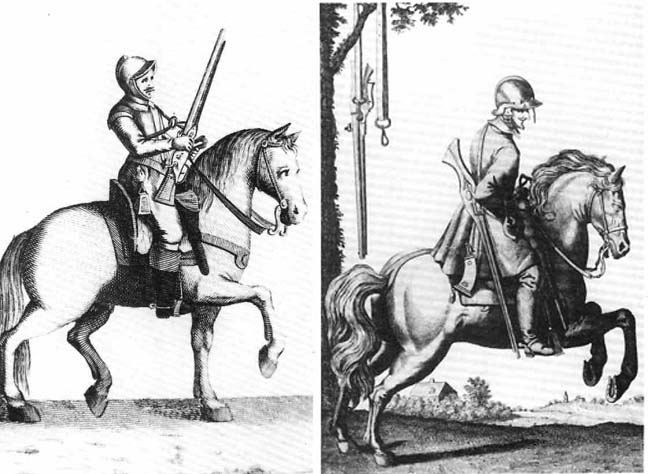
Рейтар з бандолетом XVII століття

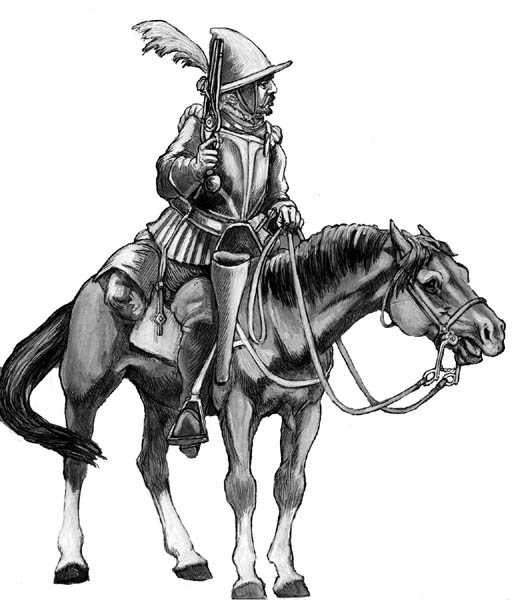
Гданський рейтар

Ре́йта́ри (нім. Reiter — «вершник», пор. «рицар»), заст. лейтарі́ — вид найманої кавалерії в арміях європейських країн у XV—XVIII ст. Назва походить від нім. die schwarzen Reiter або Schwarzreiter («чорні вершники»): їхні обладунки замість дорогого полірування покривалися чорною фарбою. Рейтари складались переважно з німців і служили в постійних найманих арміях Польщі, Швеції, німецьких держав. У XVII ст. рейтари були замінені драгунами, кірасирами, карабінерами та кінними єгерями. У німецькомовних країнах пізніше «рейтарами» (Reiter) називали рядових кавалерії.

## Історія
Перші рейтари з'являються у Німеччині наприкінці XV століття, прийшовши на зміну важкій лицарській кінноті і ставши кінним аналогом ландскнехтів. Крім рейтарів, кіннота раннього Нового часу включала в себе кірасирів, кінних аркебузирів (карабінерів), жандармів і кінних пікінерів. Мали на озброєнні вогнепальну зброю (рушницю або карабін, пістолет), палаші, а іноді і списи; носили шоломи і нагрудні лати. Рейтари нарівні з кірасирами і драгунами використовувались для завдання вирішальних ударів противнику. Вели атаку щільними бойовими порядками. Перетворення рейтарів на регулярну кавалерію здійснив Моріц Оранський у нідерландській армії.

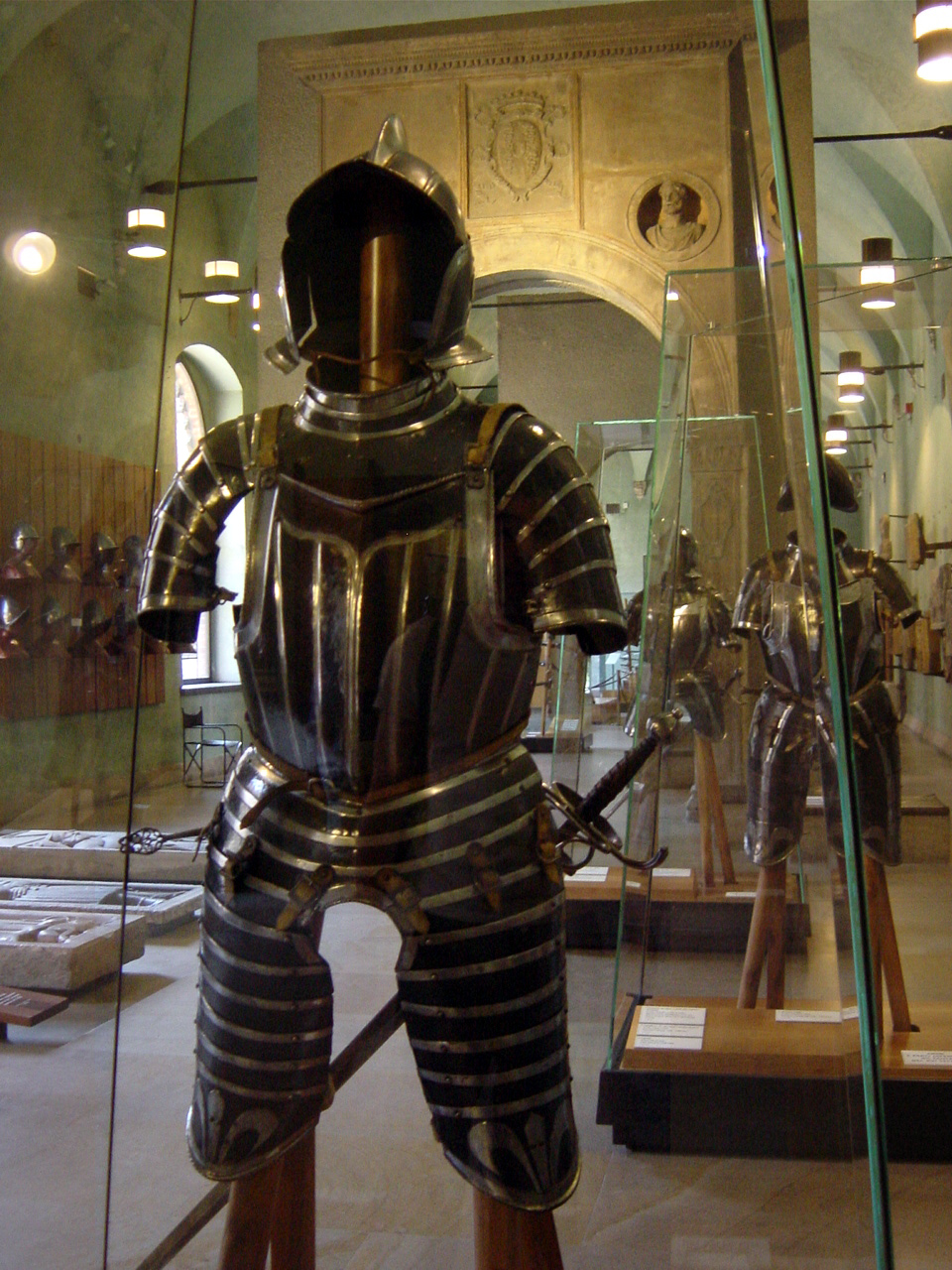
Рейтарський тричвертний обладунок. Музей старовинного мистецтва в замку Сфорца, Мілан, Італія

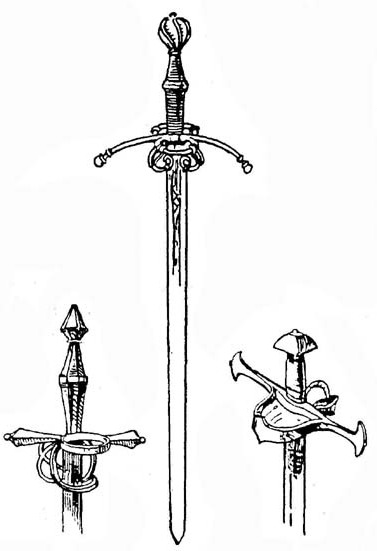
Рейтарські мечі

На відміну від кірасирів і кінних пікінерів, рейтари використовували легших коней (Ringerpferde). Тактика їх у XVI — початку XVII століть не відрізнялася від кірасирської: вони застосовували щільне глибоке шикування в кілька рядів і прийом «караколь» з обстрілом ворожої піхоти з пістолів. Порівняно з кірасирами рейтари робили основний акцент не на клинковому, а саме на вогневому бою: кількість пістолетів у них доходила до 4-5 (проти 2 у кірасирів), а шолом був відкритим для кращого огляду. Надалі деякі командири (такі як Генріх IV і Густав II Адольф) стали використовувати своїх рейтарів у більш агресивній манері, наказуючи їм стріляти у супротивника з дуже близької відстані, а то й вдаватися до атаки клинковою зброєю.
Наймані рейтари армій Габсбургів і Валуа брали участь в Італійських війнах. У листуванні між Папською державою і Венеційською республікою вони згадуються під назвою raitri, починаючи з другої половини XVI століття. Апостольський протонотар Франческо Брабанте, посол папи Пія V у Франції у 1570—1571 рр., доповідав понтифіку, що Карл IX погасив війну між католиками і протестантами, «кинувши грошей гугенотам» і що «він справив на них враження, заплативши своїм рейтарам, і що вони не бажали їх більше бачити». Років двадцять по тому (1595), венеційський посол П'єтро Дуодо (1554—1610) повідомляв у Венецію, що «вони вимагали увесь день, бо не задоволені відповідями на їх вимоги» (тобто короля Генріха IV).
У Франції рейтари (reîtres) з'явилися разом з іншими найманцями під час Релігійних воєн. Вони служили як у військах католиків, так і у військах протестантів: Генріх Гіз завдяки їм виграв битву при Віморі (26 жовтня 1587 р.), потім битву при Оно (24 листопада).
У середині XVII століття рейтари зникають у західноєвропейських арміях, замінюючись кірасирами і карабінерами. Занепад рейтарів збігся з поступовим зменшенням у бойових шикуваннях числа пікінерів на користь мушкетерів і нарешті, їх заміною обох видів піхоти на фузилерів і гренадерів, озброєних рушницями з багнетами. Зростання кількості стрільців і водночас пробивної сили їхніх рушниць вже не дозволяло броньованим рейтарам розстрілювати ворожу піхоту з прийнятними для себе втратами. Задачу прориву піхотних рядів, не захищених піками, але з великою вогневою потужністю, тепер краще виконували кірасири.

### Річ Посполита
У Речі Посполитій рейтарські корогви з'явилися наприкінці 1570-х рр. (часи Стефана Баторія), а за іншими даними, навіть раніше: як складова військ «автораменту чужоземного». Рейтарія Польської Корони була зазвичай нечисленною, але була об'єднана у великі бойові одиниці — полки та ескадрони. Численнішою була рейтарія Великого князівства Литовського, що діяла частіше в складі окремих рот. Вони існували на засадах компуту, приватних військ, крім того, рейтарські роти і корогви формувалися зі шляхти, призваної на посполите рушення. У другій половині XVII ст. кожен литовський повіт був зобов'язаний виставити на посполите рушення одну гусарську, одну козацьку і одну рейтарську корогву. Зазвичай одна рота («компанія») налічувала 100—120 рейтарів. Озброєння польських рейтарів у середині XVII ст. складалося з «тричвертного панцира» (що прикривав тулуб, руки і ноги до колін), рушниці, 2–3 пістолетів, шаблі, шпаги чи рапіри. Хоча рейтари ніколи не були типово польським родом кінноти, рейтарія Речі Посполитої багаторазово відзначилася у війнах. У битві під Гневом відзначився полк литовських рейтарів на чолі зі смоленським воєводою Миколаєм Абрамовичем, хоча він був нетиповим для рейтарів, бувши влаштованим за товариською системою і носивши гусарську зброю. У битві під Хотином 1621 року рейтари залпами з пістолів відбивали атаку турків на шанці союзників, а під Кірхгольмом курляндські рейтари під проводом герцога Ф. Кеттлера допомагали гусарам у боротьбі зі шведською піхотою в центрі битви. У 1648–49 роках у польському війську був 1 рейтарський полк, у 1651–53 рр. налічувалося 3–4 тисяч рейтарів. У 1660-х рр. рейтари скасовуються, замість них формуються загони кінних аркебузирів (карабінерів).
Рейтарські підрозділи використовувались польським урядом в Україні для придушення козацьких повстань та під час національно-визвольної війни українського народу під проводом Богдана Хмельницького 1648-57.

### Росія

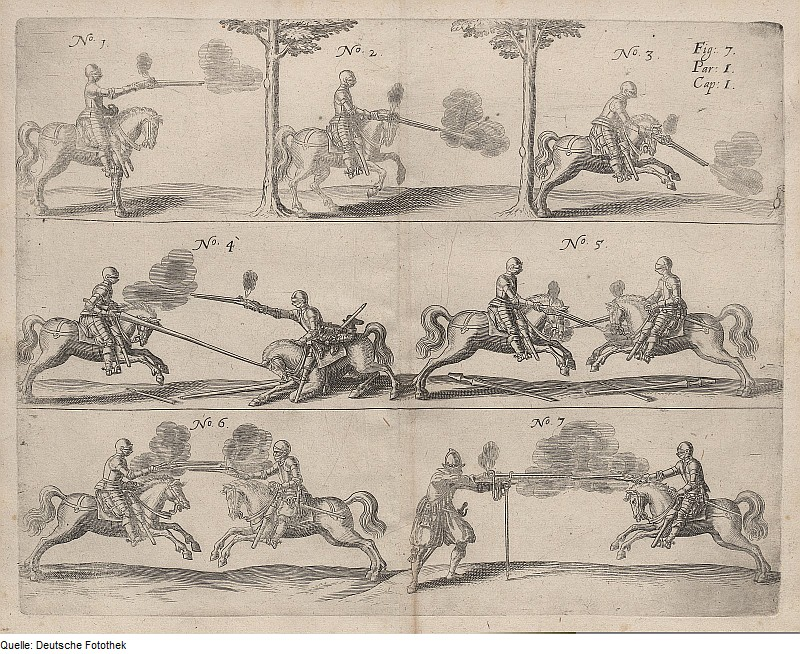
Бойові прийоми з пістолем. Німецька гравюра початку XVII ст.

У Московському царстві рейтари існують з 1632 року: як складова військ «нового ладу» (за певними даними, окремі рейтари в московському війську вперше з'являються вже наприкінці XVI ст.). У першому списно-рейтарському московському полку дві третини становили росіяни, третину — іноземні інструктори. На кінець XVII століття рейтарських полків налічувалося до 25; вони були найчисленнішою і найбільш боєздатною частиною московської кінноти. Для керування ними існував спеціальний Рейтарський приказ. З початку XVIII століття рейтарські частини скасовуються в російській армії, замінюючись драгунами і кінними гренадерами, сформованими значною мірою з колишніх рейтарів. На основі розформованого в 1719 році Київського рейтарського полка створюється Київська рейтарська команда, останні згадки про яку датуються 1796 роком. Київських рейтарів протягом XVIII ст. використовували для різноманітних доручень.